# Врождённая клоака
Врождённая клоака (персистирующая клоака, англ. persistent cloaca, лат. cloaca congenita) — самый сложный порок развития аноректальной области, характеризуется слиянием уретры, влагалища и прямой кишки в единый канал, открывающийся в зоне половой щели на месте наружного отверстия уретры или влагалища. Бывает только у девочек.
Редкая аномалия, возникающая в ранний период развития плода.